# Histoire des Juifs à Chelm
L’histoire des Juifs à Chelm commence il y a plus de cinq cents ans. Une petite communauté juive existe à Chelm avant le XVIe siècle, mais sera détruite en 1648 lors des massacres organisés par les Cosaques de Bogdan Khmelnitski. Reformée peu après, la communauté de Chelm va prospérer jusqu'à la Seconde Guerre mondiale et compter alors environ 15 000 membres, devenant ainsi la seconde communauté juive par importance de la région de Lublin, derrière la ville de Lublin elle-même. 
Lors de la Seconde Guerre mondiale, la totalité des Juifs de Chelm sont assassinés par les nazis, à l'exception d'environ 200 personnes qui réussissent à se cacher. Si les Juifs de Chelm ont disparu, ceux-ci surnommés les « Sages de Chelm » survivent dans le folklore ashkénaze.  
La ville de Chelm reçoit sa charte en 1235, et après des débuts modestes, va surtout prospérer au XVe et au XVIe siècle en tant que capitale du pays de Chelm, avant de décliner au XVIIe siècle en raison des guerres. La ville est rattachée en 1815 à l'Empire russe lors du congrès de Vienne, et le restera jusqu'à la fin de la Première Guerre mondiale. En 1919, Chelm fait partie de la Pologne nouvellement indépendante. La ville est occupée en octobre 1939 par les Allemands pendant la Seconde Guerre mondiale et sera délivrée en juillet 1944 par l'Armée rouge.
Actuellement Chelm est une ville de la voïvodie de Lublin, dans le sud-est de la Pologne et compte environ 65 500 habitants.

## La communauté juive de Chelm

### Les débuts de la communauté juive jusqu'au massacre de 1648
Les premiers Juifs arrivent à Chelm aux alentours de 1205, quand la ville fait partie de l'état polonais. Les premières références écrites de Juifs à Chelm datent du début du XVe siècle. Peu après une communauté juive indépendante est établie.
En 1543, il y a à Chelm 71 artisans, dont 25 Juifs. Un yechiva fonctionne en ville depuis le milieu du XVIe siècle, avec parmi les enseignants Symeon Auerbach et Salomon Zalman. Une des figures les plus importantes à Chelm à cette époque est Judah Aron, rabbin de Chelm et de Bełżec, désigné souvent comme le docteur de la loi juive. Il est nommé par le roi Sigismond le Vieux pour être le percepteur des impôts pour tout le territoire de Chelm. Son fils, Elijah Ba’al Shem, est un fameux cabaliste et l'ancêtre de la famille Aszkenazy de rabbins, fameux dans l'Europe entière.
En 1550, 371 Juifs vivent en ville. Trois ans plus tard, un Juif appelé Joszko, est le détenteur du bail de percepteur des droits pour Chełm et Hrubieszów. En 1556, le roi Sigismond Auguste accorde un privilège qui protège la population juive.
Dans la première moitié du XVIe siècle, la communauté juive de Chelm devient une des plus importantes de la région. Le décret promulgué par le roi Sigismond le Vieux, interdit aux Juifs de Cracovie, Poznań, Lublin, Lwów et Chełm de se mêler des affaires des petites communautés juives en raison de leur forte position et leur tendance à la domination sur les petites communautés. 
Dans les années 1606-1615, Samuel Eliezer ben Juda Edels, référé sous l'acronyme de Maharsha, est le rabbin de Chelm. En 1629, la ville compte 2 600 habitants dont environ 800 Juifs, soit 30,7 % du total. Certains Juifs vivant à Chelm travaillent dans l'agriculture, tandis que de riche marchands juifs occupent des postes importants dans le commerce international du cuir, de la laine et de la farine. De nombreuses archives conservées montrent les liens économiques forts entre les habitants juifs et catholiques de Chelm, malgré quelques sérieux conflits comme ceux de 1580 et 1582 où les Juifs et la synagogue ont été attaqués. La période de prospérité et de développement de la communauté est interrompue par l'invasion des Cosaques commandés par Khmelnitski: en 1648, les Cosaques assassinent près de 400 Juifs, représentant 75 % de la population totale de la communauté juive de Chelm.

### La nouvelle communauté jusqu'au 3e partage de la Pologne en 1795
La communauté juive va vite se reconstruire assez rapidement, et en 1660, elle est de nouveau représentée au Va'ad Arba Aratzot (Conseil des Quatre Pays). Une des ressources les plus importantes des Juifs de Chelm est la production et la vente d'alcool, ce qui représente la raison majeure des conflits entre la communauté et les résidents chrétiens de la ville. En 1765, 1 500 Juifs vivent à Chelm, représentant environ la moitié de la population de la ville. Les marchands juifs de Chelm, en plus du négoce du cuir, contrôlent le commerce des chevaux. En 1783, les autorités municipales de Chelm et la communauté juive, signent un soi-disant pacte, qui stipule que la population juive devra payer 20 złotys polonais chaque année en échange d'être autorisée à vendre de l'alcool. Mais les Juifs mettent en doute la légalité de cette taxe et arrêtent de la payer. Jugée légale, les Juifs sont obligés de la payer avec les intérêts courus. Mais étant dans l'incapacité de la payer, le conseil de surveillance de la synagogue fait alors appel au Comité gouvernemental des Affaires intérieures afin d'obtenir un paiement échelonné, ce que le Comité accepte.  
En 1789, le rabbin Hirsz ben Josef publie en polonais une réponse à l'ébauche de projet de réforme concernant la situation des Juifs dans la république des Deux Nations présenté par Mateusz Butrymowicz, membre du parlement polonais, lors de la session du Grand Sejm, et appelé Sposób uformowania Żydów polskich w pożytecznych krajowi obywatelów (La façon de transformer les juifs polonais en citoyens utiles).La réponse du rabbin Myśli stosowane do sposobu normowania Żydów polskich w pożytecznych krajowi obywateli (Réflexions importantes pour la transformation des Juifs polonais en citoyens utiles pour le pays) est une défense des traditions et des coutumes juives.
À la fin du XVIIIe siècle, 47 des 49 maisons sur la place du marché appartiennent à des Juifs. Le quartier juif se développe vers le nord de la place du marché. Les Juifs de Chelm travaillent principalement dans le commerce et l'artisanat. Quelques grandes sociétés appartenant à des Juifs sont aussi actives. Par exemple l'huilerie qui appartient à Kielman Frydman, la tannerie propriété de Szlomo Szajer et deux ateliers de production d'objets en laiton appartenant à Chil Uhr et Pinkas Lew.  
Au cours du XVIIIe siècle, les conditions de vie des Juifs de Chelm s'améliorent graduellement, mais dans les années 1790, la situation va de nouveau se détériorer pour plusieurs raisons dont les restrictions d'accès à certains marchés après le troisième partage de la Pologne en 1795. 

### DuXIXesièclejusqu'à laPremière Guerre mondiale
Au début du XIXe siècle, l'hassidisme commence à se développer à Chelm. Nusan Note est un des premiers rabbins hassidiques de la ville. Le Maggid (prédicateur populaire) de Turzysk, disciple du fameux Dov Ber de Mezeritch est présent à la même époque à Chelm. De même, un des premiers rabbins de la dynastie de Najhauz s'installe à Chelm.  
En 1860, la ville de Chelm compte 3 637 habitants dont 2 616 Juifs, soit 71 % du total. Chelm accueille six foires annuelles et un marché hebdomadaire. À cette date, Chelm ne possède pas d'hôtel de ville. Le centre de détention, la banque et les bureaux municipaux sont logés dans la maison d'un Juif nommé Landau. Jusqu'en 1886, le royaume de Pologne perçoit des loyers des habitants de Chelm, pour la location de boutiques et de maisons. Les Juifs doivent payer une charge pour l'utilisation du mikvé (bain rituel) et de la synagogue et pour la vente des épices.    
À la fin du XIXe siècle, le tsadik Heshel Leiner de la dynastie hassidique d'Izbica-Radzyń, établit sa demeure dans la rue Lubelska.     
Dans les années 1910-1918, Yosef Kagan est le rabbin de Chelm. Il est propriétaire d'une librairie et d'une pharmacie. Il est démis de son poste pour s'être rendu de façon illégale à Lwów et à Moscou pour y acheter de l'alcool. 

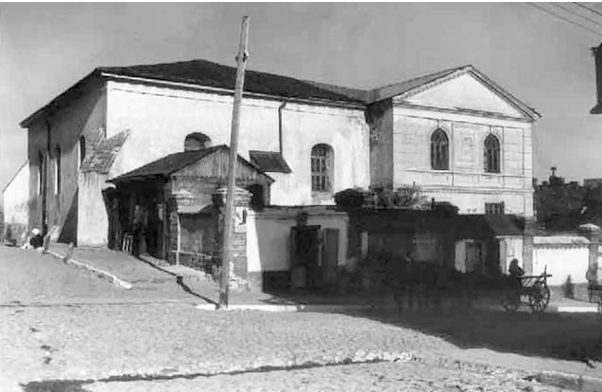
Synagogue de Chelm

En 1913, 12 713 Juifs vivent à Chelm. Ils constituent 54,5 % de la population de la ville. Avant la déclaration de la Première Guerre mondiale, les Juifs domine le commerce en ville. Les dentistes Dwojra Lorbier, Chana Birenbaum et Chaim Liszczyn ont leur propre cabinet. Les trois pharmacies de Chelm appartiennent à des Juifs, Jakub Horowitz, Szloma Birenbaum et Berek Gutharc (rue Lubelska). Plusieurs imprimeries juives fonctionnent à Chelm, propriété de Wajnsztajn, Bronfeld et Erlich. En plus de son imprimerie, Josef Bronsfeld possède une librairie, une papeterie et la fabrique de tampons en caoutchouc Kultura qui fonctionnera jusqu'en 1939.
En 1916, Chelm compte 16 280 habitants dont 11 705 Juifs représentant 71,9 % de la population. En 1921, 12 704 Juifs résident à Chelm, constituant 52 % de la population de la ville. La communauté possède une synagogue, une maison de prière, six écoles religieuses, deux mikvot (bains rituels) et un cimetière. La communauté supporte financièrement l'orphelinat au 80 rue Lubelska et une maison pour personnes âgées. Entre 1910 et 1914, un théâtre amateur juif se produit en ville.

### La communauté dans l'entre-deux-guerres
Pendant l'entre-deux-guerres, Chelm est, après Lublin, le second centre de population juive de la région de Lublin. En 1939, Chelm compte 33 622 habitants dont 14 995 de Juifs, représentant 44,6 % de la population totale. La plupart des habitants juifs vivent du commerce et tous les 21 entrepôts de la ville appartiennent aux Juifs. Les Juifs possèdent 17 greniers à céréales et à farine, 10 boulangeries sur un total de 16, 8 étals de boucher, 6 sur 7 entrepôts de produits alimentaires, 2 sur 3 dépôts de produits ferreux.         
La communauté juive de Chelm a sous sa juridiction les villages voisins de Okszów, Sielec (14 Juifs), Żółtańce, Kasiłan (7 Juifs), Kumów (21 Juifs), Serebryszcze (25 Juifs), et de Weremowice (18 Juifs). La communauté juive possède une synagogue au coin des rues Szkolna et Krzywa, une maison de prière rue Wesoła, un mikvé (bain rituel) et un cimetière. En 1922, Majer Najhaus est le rabbin principal de la ville. Il est issu d'une famille de tsadikim de Tomaszów Lubelski. Il est aidé dans sa tâche par Moszek Adamaszek, Binem Dychtrart et Gawiel Hochman en tant qu'assistants. La communauté possède en propre huit magasins qu'elle loue à différents commerçants. Il y a en plus 21 maisons de prière privées, la plupart située rues Adrianowska, Lubelska, Szkolna ou Wesoła.

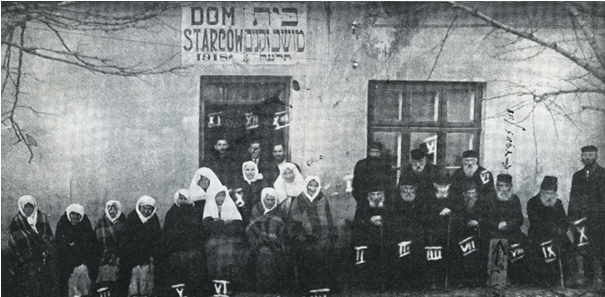
Résidents de la maison de retraite juive en 1918

De nombreuses associations caritatives, culturelles, de jeunesse et sportives existent en ville, par exemple: la Towarzystwo Ochrony Zdrowia Ludności Żydowskiej ou TOZ (Société pour la protection de la santé du peuple juif); la WIZO (Organisation internationale des femmes sionistes) ; l'Association de la Maison du pain ; les organisations syndicales juives des marchands, des artisans; l'Association des vendeurs; le Achizer, l'Association des producteurs de denrées alimentaires; l'Association d'aide aux étudiants juifs; des clubs et des associations sportifs tels que: Gwiazda-Stern, Jordan, Betar, l'association de sport et de gymnastique Maccabi; un club d'échecs et l'Association des scouts juifs Joseph Trumpeldor.
En plus de gérer un hôpital, la communauté supporte financièrement l'Association Bikur Cholim de visite aux malades; la policlinique Linat Hatsedek; l'Association Hachones Kale d'aide aux filles pauvres; la maison de retraite juive; l'Association Moes-Chitim (de l'argent pour de la farine) qui vient en aide aux pauvres Juifs. La communauté juive aide aussi les Juifs qui veulent émigrer en Palestine ainsi que les personnes sans emploi.
Les élections pour le Conseil de la communauté se déroule en 1924. Quatre organisations politiques juives participent à cette élection: l'Agoudat Israel; l'organisation sioniste; le Pati travailliste juif et le Poale Zion. L'Agoudat gagne 6 sièges, le Parti travailliste juif: 4; l'organisation sioniste: 3 et le Poale Zion: 1. 
Les élections municipales se déroule à Chelm en 1927. Sur les 14 commissions électorales, 9 représentent la population juive. Celles-ci réussissent à obtenir 10 sièges au Conseil municipal répartis entre le Bloc national juif; le Poale Zion gauchiste; le Poale Zion droitiste; Les Artisans non partisans et le Bund.         

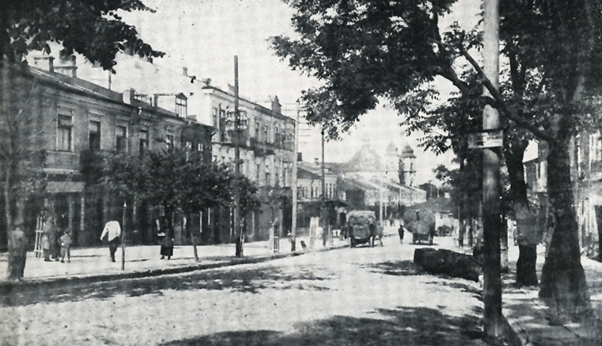
La rue de Lublin, une des rues principales de Chelm

Lors des élections municipales de 1934, les partis juifs suivants se présentent: la Commission électorale des travailleurs juifs- Poale Zion gauchiste; le Bloc national économique juif; le Parti travailliste socialiste juif – Poale Zion; et obtiennent 12 sièges tandis que les Polonais en obtiennent 20.
Aux élections pour le Conseil de la communauté en 1936, la majorité des sièges est gagnée par les groupes de gauche. Néanmoins, l'influence de Agoudat Israel et des organisations sionistes est encore importante. Le Conseil de la communauté juive de Chelm se compose alors de cinq représentants orthodoxes: Judko Mendelson, Abram Frydman (paysan), Anszel Biderman (propriétaire foncier), Jankiel Korenblit (commerçant) et Szymon Sajkiewicz (commerçant). Poale Zion gauchiste a trois membres au conseil: Mordko Ela Goldman, Chaim Jankiel Bekier (tapissier) et Berysz Akselrod (instituteur). Les sionistes locaux sont représentés par: Abram Aron Szajn, et les sionistes révisionnistes par: Szyja Tenenbaum (technicien dentaire). 
Pendant la période de l'entre-deux-guerres, cinq journaux juifs paraissent à Chelm, comme l'hebdomadaire Unsere Shtime, devenu le Chelmer Shtime à partir de 1927; l'hebdomadaire  Chelmer Folksblat; l'hebdomadaire Chelmer Vokhenblat et le quotidien Unser Tsukunft.       
En plus de plusieurs dizaines de hederim (écoles élémentaires juives), l'enseignement juif se développe à Chelm pendant l'entre-deux-guerres: Une école Talmud Torah ouvre en 1922. L'école religieuse pour jeune fille Beis Yaakov est gérée par le parti orthodoxe Agoudat Israel. Il y a aussi des écoles séculières: une école publique pour les enfants juifs est inaugurée en 1915, gérée par Klara Morgenstern. Elle est dénommée en 1920 école publique élémentaire Casimir le Grand. Entre 1918 et 1933, fonctionne un établissement secondaire humaniste mixte de premier cycle. Plusieurs bibliothèques juives sont ouvertes en ville: la bibliothèque Isaac Leib Peretz depuis 1919, ainsi que les bibliothèques Bronisław Grosser et Ber Brochow gérés par le mouvement travailliste. 
En 1935, à la suite de la mort du maréchal Józef Piłsudski, la communauté juive constitue un comité civique juif, dirigé par Anszel Biderman, dans le but de lui rendre hommage. Celui-ci fait part publiquement au gouverneur du district des condoléances de la communauté juive. À la fin des années 1930, la communauté juive fait un don de 150 złotys à la ligue de défense aérienne et de 192 złotys au Crédit national.   
Lors des élections du conseil municipal de 1939, le cercle électoral polonais obtient le plus grand nombre de sièges: 13. En second, le Poale Zion obtient 9 sièges et le Bund un seul. Le Bloc national juif, formation de droite, n'obtient aucun siège.   
La situation économique se dégrade progressivement en même temps qu'augmente une attitude antisémite chez les Polonais. Si bien qu'entre 1937 et 1938, 230 Juifs émigrent de Chelm vers les États-Unis, et que la communauté juive soutient financièrement les personnes qui désire émigrer en Palestine.

### LaSeconde Guerre mondialeet laShoah
Peu de temps après la prise de Chelm par les Allemands au début de la Seconde Guerre mondiale, ceux-ci décident de transférer en décembre 1939, 2 000 Juifs de Chelm à Sokal (actuellement en Ukraine). Réunis tout d'abord sur la place Łuczkowskiego (maintenant place Konstytucji), ils doivent se rendre à pied à Hrubieszów et Sokal dans une marche de la mort où périssent près de 300 Juifs. Les victimes de cette marche sont enterrées dans une fosse commune à Mojsławice.
Fin 1941, les Allemands créent un ghetto à Chełm. Il englobe les rues Lwowska, Uściługska, Wojsławicka, Partyzantów et Pocztowa. Environ 11 000 Juifs y sont emprisonnés. Le Judenrat de Chełm, dirigé par Michel Frenkiel, s'occupe des problèmes des Juifs des districts de Chełm et de Włodawa. Dès le début de l'occupation, les nazis procèdent à des exécutions de masse dans la ville. Un des sites de ces exécutions se trouve dans la forêt voisine de Borek, où un crématoire improvisé est construit fin 1943. Entre le 21 et le 23 mai 1942, les Allemands déportent près de 4 000 Juifs vers le camp d'extermination de Sobibor. Plusieurs centaines d'autres sont abattus avant la déportation. Ils sont remplacés dans le ghetto par environ 2 000 Juifs de Slovaquie. Le reste des Juifs sont envoyés à Sobibor entre juillet et novembre 1942. En juillet 1942, 300 Juifs arrivent à Sobibor. Le 6 novembre 1942, environ 3 300 Juifs de Chelm sont rassemblés en face de l'église de la Dispersion des Apôtres, puis poussés vers la rue Rampa Brzeska avant d'être expédiés au camp de Sobibor. Les Allemands gardent en ville environ 1 000 artisans juifs, pour les placer dans un camp de travail forcé. Mais en janvier et mars 1943, ils sont à leur tour déportés à Sobibor. Le rabbin Gemaliel Hochamn et sa famille, un des derniers Juifs vivants à Chelm est tués le 31 mars 1943.       
De l'automne 1939 à juillet 1944, un centre de détention de la Gestapo est installé dans le bâtiment du 106 rue Krakowska. Certains des détenus sont juifs. Ils sont abattus près de Chelm ou périssent dans les camps d'Auschwitz, de Majdanek ou dans la prison du château de Lublin. 
Environ 200 Juifs de Chelm survivent à la Shoah. La majorité d'entre eux quitte la Pologne après la guerre. 
Le polonais Leon Pałaszewski de Chełm est honoré du titre de Juste parmi les nations.

## Évolution de la population juive[23],[24]
| Population juive à Chelm |                     |                 |                      |
| Année                    | Population de Chelm | Nombre de Juifs | Pourcentage de Juifs |
| 1550                     | -                   | 371             | -                    |
| 1629                     | 2 600               | 800             | 30,7 %               |
| 1765                     | -                   | 1 500           | -                    |
| 1827                     | -                   | 1 902           | -                    |
| 1856                     | 3 662               | 2 493           | 68,1 %               |
| 1860                     | 3 637               | 2 616           | 71,9 %               |
| 1893                     | 11 887              | 6 356           | 53,5 %               |
| 1910                     | 17 555              | 7 814           | 44,5 %               |
| 1913                     | 23 327              | 12 713          | 54,5 %               |
| 1916                     | 16 280              | 11 705          | 71,9 %               |
| 1921                     | 23 221              | 12 064          | 52,0 %               |
| 1931                     | 29 074              | 13 537          | 46,6 %               |
| 1939                     | 33 622              | 14 995          | 44,6 %               |